# Sabena

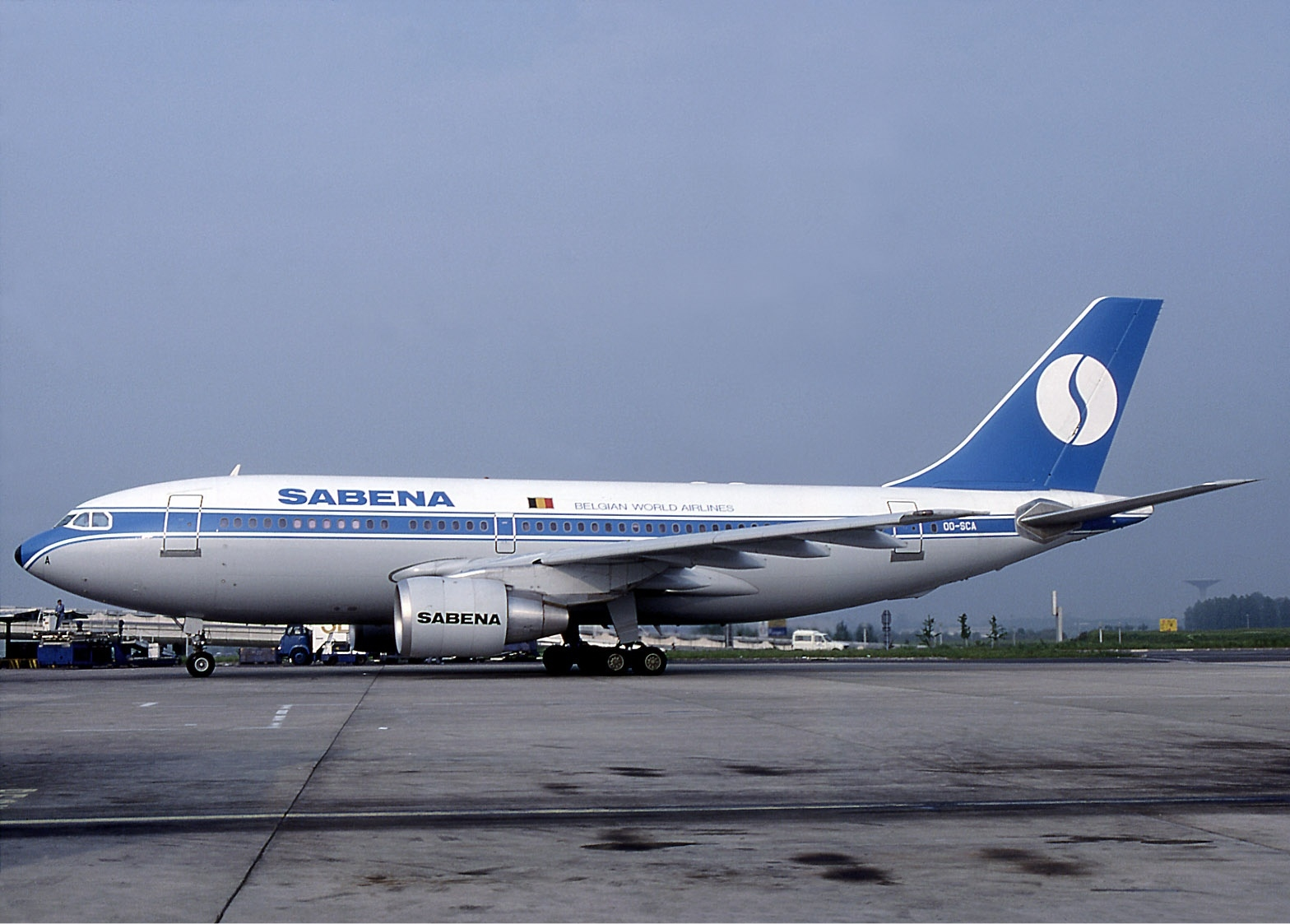
Airbus A310 společnosti Sabena v roce 1985

Sabena (akronym oficiálního francouzského názvu Societé Anonyme Belge d'Exploitation de la Navigation Aérienne) byl v letech 1923 až 2001 belgický národní letecký dopravce, jehož domovským letištěm bylo Bruselské národní letiště. Po bankrotu společnosti v roce 2001 převzala v únoru následujícího roku její majetek společnost SN Brussels Airlines. Ta se v roce 2007 sloučila s Virgin Express a od té doby je pod názvem Brussels Airlines belgickým národním leteckým dopravcem.